# Pierre Morin (jardinier)
 (octobre 2024).
Pour les articles homonymes, voir Pierre Morin et Morin.
Pierre Morin le jeune dit troisième, est un jardinier français du XVIIe siècle, actif aux environs de Paris entre 1650 et 1690.
Les trois frères Morin, Pierre (l'aîné), René et Pierre (le jeune) héritent de leur père (Pierre) le goût des fleurs, qui ont fait la prospérité de la famille : le grand terrain où le père exerçait son métier de jardinier se situait 6 rue de Thorigny.  
Le cabinet de Pierre Morin est cité dans le catalogue édité par Pierre Borel en 1649 à la suite de ses Antiquitez… de la Ville, et Comté de Castres d'Albigeois, p. 124 à 131, sous le titre de Roole des principaux cabinets curieux, et autres choses remarquables qui se voyent ez principales Villes de l'Europe.

## Le cabinet de «Morine» décrit par John Evelyn en 1644[1]
« The next morning, I was had by a friend to the garden of Monsieur Morine, who, from being an ordinary gardener, is become one of the most skilful and curious persons in France for his rare collection of shells, flowers, and insects.
His garden is of an exact oval figure, planted with cypress, cut flat and set as even as a wall : the tulips, anemones, ranunculuses, crocuses, &c., are held to be of the rarest, and draw all the admirers of that kind to his house during the season. He lived in a kind of hermitage at one side of his garden, where his collection of porcelain and coral, whereof one is carved into a large crucifix, is much esteemed. He has also books of prints, by Albert [Durer], Van Leyden, Callot, &c. His collection of all sorts of insects, especially of butterflies, is most curious ; these he spreads and so medicates, that no corruption invading them, he keeps them in drawers, so placed as to represent a beautiful piece of tapestry.
He showed me the remarks he had made on their propagation, which he promised to publish. Some of these, as also of his best flowers, he had caused to be painted in miniature by rare hands, and some in oil ».
Traduction : « Le lendemain matin, un ami m'a emmené dans le jardin de M. Morin, qui, de simple jardinier, est devenu l'une des personnes les plus compétentes et les plus curieuses de France pour sa rare collection de coquillages, de fleurs et d'insectes. 
Son jardin forme un ovale exact, planté de cyprès, taillés à plat et formant un mur : les tulipes, les anémones, les renoncules, les crocus, etc., sont considérés comme des plus rares et attirent tous les admirateurs de ce genre dans sa maison pendant la saison. Il vivait dans une sorte d'ermitage sur l'un des côtés de son jardin, où sa collection de porcelaines et de coraux, dont un est sculpté en forme de grand crucifix, est très estimée. Il a aussi des livres d'estampes d'Albert [Durer], Van Leyden, Callot, etc. Sa collection d'insectes de toutes sortes, en particulier de papillons, est extrêmement curieuse ; il les dispose et les soigne de manière qu'aucune corruption ne les envahisse, il les conserve dans des tiroirs, placés de manière à représenter un beau morceau de tapisserie.
Il m'a montré les remarques qu'il avait faites sur leur propagation, qu'il avait promis de publier. Certaines de ces fleurs, comme ses plus belles fleurs, avaient été peintes en miniature par les meilleurs artistes et quelques-unes à l'huile ».

## Les descriptions plus tardives
En 1724, Henri Sauval décrit le cabinet des Morin en ces termes : "Derrière la Charité, Morin a un parterre ovale entouré d'une palissade de cyprès fort hauts & fort touffus, garnis d'espace en espace de quelques niches de rocailles, remplies de figures de plâtre  de stuc, modelées sur l'antique & couvertes de lierre ; ce qui fait une variété d'ordonnance fort plaisante. Le vuide est diversifié de compartimens de buis, qui composent trois allées aussi en ovale. Les compartimens du premier sont taillés en côtés de Melon, deux en côtés de coquilles ; dans le centre sont quatre compartimens triangulaires qui s'approchent d'un bassin qui pousse un jet d'eau dans le milieu du jardin.
Tous ces compartimens sont remplis de plantes les plus rares de Paris. C'est le premier jardin où le Filaria a été planté. Ce Filaria, & les Cyprès sont entrelassés ensemble fort artistement. le lierre y fait un changement & une face assès agréable ; il arrête chaque grotte rustique plaisamment & chaque grotte arrête assès agréablement".

En 1760 l'abbé de Marolles  évoque également le cabinet de Pierre Morin : "dans celui [le cabinet de curiosités] de Morin le fleuriste, & l'un des hommes du monde le plus intelligent dans toutes ces raretés, j'ai vu des papillons naturels et contrefaits en miniature, avec les chenilles dont ils naissent, & les plantes dont ils se nourrissent, avec une si nombreuse diversité, qu'il y a lieu de s'en étonner, aussi bien que de ses marbres de mille espèces et des admirables coquilles. Au reste, la connoissance qu'il a pour les tailles-douces qui font partie des belles curiositez, ne lui fait rien perdre de  celle qu'il s'est acquise dans les tulipes et dans toutes les belles fleurs qu'il cultive en son jardin, avec beaucoup d'expérience et de soin."

## Œuvres
- Catalogues de quelques plantes a fleurs qui sont de present au jardin de Pierre Morin le jeune dit Troisième, fleuriste. Scitué au Faux-bourg Saint-Germain, proche La Charité, Paris, François Lecointe, 1651, 48 p.
- Remarques necessaires pour la culture des fleurs. Diligemment observées par P. Morin. Avec un catalogue des plantes rares qui se trouvent à present dans son jardin, Paris, Charles de Sercy, 1658.
- Instruction facile pour connoitre toutes sortes d'orangers, et citronniers qui enseigne aussi la manière de les cultiver, semer, planter, greffer, transplanter, tailler & gouverner, selon les climats, les mois, & saisons de l'année. Avec un traité de la taille des arbres, Paris, Chez Charles de Sercy, 1680, 125 p.
- Nouveau traité pour la culture des fleurs qui enseigne la manière de les cultiver, multiplier, & les conserver selon leurs espèces; avec leurs proprietez merveilleuses, & les vertus medecinales. Divisé en trois livres, Paris, Chez Charles de Sercy, 1682, 160 p.